# Леонтінешть
Леонтінешть, Леонтінешті (рум. Leontinești) — село у повіті Бакеу в Румунії. Входить до складу комуни Ардеоань.
Село розташоване на відстані 234 км на північ від Бухареста, 25 км на захід від Бакеу, 103 км на південний захід від Ясс, 122 км на північний схід від Брашова.

## Населення
За даними перепису населення 2002 року у селі проживали 949 осіб, усі — румуни. Усі жителі села рідною мовою назвали румунську.